# ボボナロ県
ボボナロ県（テトゥン語：Bobonaru、葡: Bobonaro）は、東ティモールに13ある県のひとつ。西部の県のなかでは2番目に大きい。1,368 km2に2008年の推計で9万3787人が暮らす。アタバエ、バリボー、ボボナロ、カイラコ、ロロトイ、マリアナの六地区から成る。ポルトガル領ティモール時代はヴィラ・アルミンド・モンテイロ（現 ボボナロ）が県都であった。
北はサヴ海に面し、北東でリキシャ県、東でエルメラ県、南東でアイナロ県、南でコヴァ・リマ県、西でインドネシアの東ヌサ・トゥンガラ州とそれぞれ接する。
県都は国内第四の都市であるマリアナ。人口は2004年時点で1万3200人。首都ディリから南西へ149km行った、南緯9度00分、西経125度22分の地点に位置する。その次に大きな都市はボボナロ（別名アウバー）で、人口6700人。このほかロロトイにも3800人が暮らす。
インドネシアとの国境をまたぐ幹線道路上に位置するマタイン村はボボナロ県に位置する。
雄大な山々と温泉からこの県は国内でも人気が高いが、独立戦争時は血で血を洗う場となった。ヒューマン・ライツ・ウォッチは、インドネシア国境から17キロほど行ったバリボーでは独立の是非を問う住民投票の前に民兵による襲撃を受け、7割の建物が破壊されたとしている。また、バリボーではインドネシア侵攻時の1975年10月16日にも5人のオーストラリア人ジャーナリストがインドネシア軍に殺害された。
東ティモールの公用語はテトゥン語とポルトガル語だが、ボボナロ県の大部分ではマレー・ポリネシア語派のブナク語とケマク語も話される。憲法ではこれらの言語も「公用語」とされている。
|  |  |